# Rhysodesmus championi
Rhysodesmus championi är en mångfotingart som beskrevs av Pocock 1909. Rhysodesmus championi ingår i släktet Rhysodesmus och familjen Xystodesmidae. Inga underarter finns listade i Catalogue of Life.